# Peaches Jackson
Pour les articles homonymes, voir Jackson.
Peaches Jackson, née Charlotte Jackson le 9 octobre 1913 et morte le 23 février 2002, est une actrice américaine, en particulier en tant qu'enfant acteur.  Peaches (Charlotte) arrête de tourner régulièrement en 1925, et sera ultérieurement danseuse dans Dancing Lady (1933), et It's Great to Be Alive (1933).

## Biographie
Peaches Jackson nait à Buffalo (New York) en 1913. Elle est la fille ainée de Ephraim Jackson, un vendeur de voitures qui a travaillé ultérieurement pour un journal, et de Charlotte Lynch qui a travaillé brièvement dans le cinéma. Peaches a un frère et une sœur. Elle commence très jeune au cinéma en tant qu'enfant acteur. Sa sœur Mary Ann Jackson a également été actrice.
Elle apparaît dans 34 films entre 1917 et 1933, et a la chance de partager l'écran avec notamment Lillian Gish, Mary Pickford, et Mabel Normand.
Elle meurt à Honolulu en 2002, à l'âge de 88 ans. Elle figure dans le Young Hollywood Hall of Fame.

## Filmographie
- 1917 : His Sweetheart
- 1918 : Passiflore (I Love You) de Walter Edwards

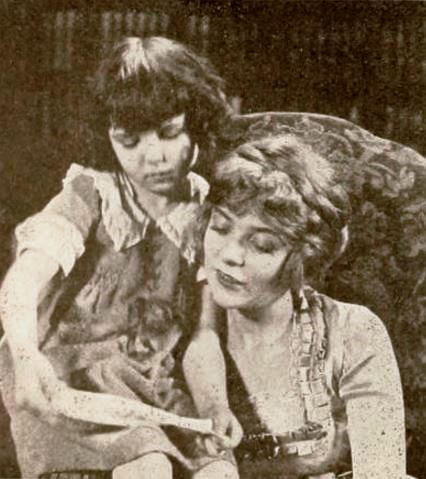
Peaches Jackson et Blanche Sweet dans The Girl in the Web (1920).

- 1918 : Une fleur dans les ruines (The Greatest Thing in Life) de D. W. Griffith
- 1918 : The Hopper de Thomas N. Heffron
- 1920 : Lahoma d'Edgar Lewis
- 1920 : The Girl in the Web de Robert Thornby
- 1921 : Par l'entrée de service
- 1921 : Lulu Cendrillon
- 1921 : Folie d'été de William C. de Mille
- 1923 : L'Enfant du cirque
- 1923 : Trois Femmes pour un mari
- 1924 : Calomnie
- 1925 : La Fille de Négofol
- 1933 : Le Tourbillon de la danse (Dancing Lady) : danseuse
- 1933 : It's Great to Be Alive  d'Alfred L. Werker : danseuse